# Ребекка (фільм, 2008)
«Ребекка» (італ. Rebecca, la prima moglie) — італійський двосерійний телефільм 2008 року, знятий за однойменним романом Дафни дю Мор'є. У головних ролях Алессіо Боні, Крістіана Капотонді та Маріанджела Мелато. Цю екранізацію вирізняє те, що в даному фільмі головна героїня отримала (без пояснень) ім'я Дженніфер.

## Сюжет
Перебуваючи в Монте-Карло, молода компаньйонка Дженніфер знайомиться з англійським дворянином Максимом де Вінтером. Рік тому він овдовів та намагався заподіяти собі смерть через втрату своєї першої дружини Ребекки. Врешті, вони закохуються одне в одного, Максим пропонує Дженніфер вийти за нього заміж, і вона погоджується.
Після красивого медового місяця вони прибувають до маєтку Мандерлі, старовинної резиденції де Вінтерів. Тут новій місіс де Вінтер доводиться слухати розповіді оточуючих про свою попередницю Ребекку, яку описують як чарівну жінку, вправну яхтсменку, яку всі любили і яка обожнювала свого чоловіка. Часті зміни настрою Максима, а також присутність економки місіс Денверс, яка досі носить траур за попередньою господинею, лише збільшують дискомфорт Дженніфер. Скориставшись відсутністю чоловіка, вона заходить до кімнати Ребекки, яку економка підтримує в ідеальному стані, та несподівана поява місіс Денверс лякає її. Втікаючи з цих повних таємниць кімнат, Дженніфер втрачає рівновагу на сходах, та скотившись до низу, втрачає свідомість.
Максим повертається з Лондона,  разом з ним до Дженіфер повертається добрий настрій. Вона нічого не розповідає йому про протистояння з економкою. Хоча між жінками відсутнє будь-яке розуміння, Дженніфер не помічає розставленої для неї пастки: місіс Денверс обманює її, використавши її кохання до Максима. Нічого не підозрюючи, Дженніфер спускається під час костюмованого балу в Мандерлі до гостей у костюмі, пошитому за підказкою місіс Денверс, який є точною копією того, який одягала Ребекка незадовго до своєї загибелі під час шторму. Побачивши реакцію Максима та гостей, нещасна Дженніфер втікає. На сходовому майданчику вона зіштовхується з місіс Денверс, між ними відбувається бурхлива сцена, під час якої економка намагається зіштовхнути її зі сходів. Раптово з затоки долинає звук тривожної сирени: пароплав, що сів на мілину, просить про допомогу.
Дженніфер разом з Максимом поспішають на берег, де розпочинається рятувальна операція. Вони дізнаються, що на дні затоки знайдено яхту Ребекки, разом з якою та зникла рік тому. Максим зізнається Дженніфер, що перша дружина зраджувала його, через що він застрелив її. Тепер можуть знайтися докази його провини. Джек Фейвелл, кузен Ребекки (а також її останній коханець), висуває звинувачення проти Максима. На щастя, Дженніфер знаходить в записнику Ребекки адресу лікаря, від якого дізнається, що в тієї було діагностовано рак останньої стадії, після чого стає зрозумілим, що вона навмисно спровокувала чоловіка на вбивство, яке той приховав, представивши все як нещасний випадок. Таким чином Фейвелл втрачає можливість звинуватити Максима. Та місіс Денверс не бажає відпускати минуле. Щоби помститися Максиму за смерть Ребекки вона зпалює Мандерлі.

## У ролях
| Актор                  | Роль                                                                     |
| ---------------------- | ------------------------------------------------------------------------ |
| Алессіо Боні           | Максим де Вінтер                                                         |
| Крістіана Капотонді    | Дженніфер де Вінтер                                                      |
| Маріанджела Мелато     | місіс Денверс                                                            |
| Омеро Антонутті        | Ендрю                                                                    |
| Адальберто Марія Мерлі | полковник Джуліан                                                        |
| Валентина Сперлі       | Беатриса Лейсі                                                           |
| Емануела Грімальда     | місіс Ван Гоппер                                                         |
| Томас Арана            | Джек Фейвелл                                                             |
| Роберто Де Франческо   | майор Джайлз Лейсі                                                       |
| Фредеріка Де Кола      | Еліс                                                                     |
| Флавіо Пістіллі        | Роберт                                                                   |
| Джиджо Морра           | суддя Горридж                                                            |
| Ізабелла Бріганті      | Ребекка (у сценах флешбеків, обличчя персонажу жодного разу не показано) |

## Місця зйомок
Дія фільму відбувається у Монте-Карло та в Корнуоллі, проте фільм був повністю знятий в італійському Трієсті, а резиденція де Вінтерів Мандерлі є не що інше як замок Мірамаре (італ. Miramare), побудований в середньовічному шотландському стилі у 1856—1860 роках австрійським ерцгерцогом Максиміліаном (майбутнім імператором Мексики) для його дружини Шарлотти Бельгійської.